# Zerstörer-Kriegsabzeichen (Rumänien)

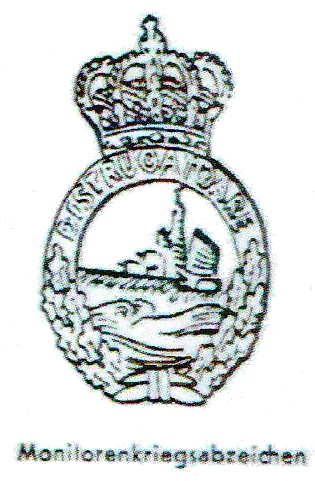
Das rumänische Zerstörer-Kriegsabzeichen (fehlerhafte Bildunterschrift und Form aus der Zeitschrift Uniformen-Markt)

Das Zerstörer-Kriegsabzeichen war ein während des Zweiten Weltkriegs verliehenes rumänisches Kriegsabzeichen an Angehörige der königlich rumänischen Marine, welches am 27. Mai 1943 per Verordnung durch das Ministerium der Nationalen Verteidigung von Marschall Ion Antonescu gestiftet wurde.

## Verleihungsvoraussetzungen
Das Zerstörer-Kriegsabzeichen wurde allen Besatzungsangehörigen von Zerstörern der rumänischen Marine verliehen, wenn diese 60 Tage auf See in verschiedenen Kriegshandlungen oder 20 Tage auf See mit Sicherungsaufgaben betraut waren; ferner auch bei zwei nachweislichen Seegefechten mit Überwasserfahrzeugen.

## Aussehen und Trageweise
Das runde Zerstörer-Kriegsabzeichen ist grau silbern gehalten und zeigt in seiner unteren Hälfte einen Eichenlaubkranz und in seiner oberen Hälfte die Inschrift: DISTRUGATOARE (Zerstörer). In dessen Mitte ist zentral die Mitte eines fahrenden Zerstörers mit Schiffsaufbauten zu sehen, welches von rechts kommend nach links auf stilisierten Wellen kreuzt. Das obere Ende des Kriegsabzeichen ziert die königlich rumänische Krone. Getragen wurde es als Steckkreuz zu allen militärischen Anzügen unter der Ordensschnalle an der linken Brusttasche.